# Laminacauda ansoni
Laminacauda ansoni là một loài nhện trong họ Linyphiidae. Loài này có ở de Juan Fernández-archipel.